# Марь гибридная
Марь гибри́дная (лат. Chenopodiástrum hýbridum, также Chenopódium hybridum) — однолетние сорное травянистое растение, относящееся к роду Хеноподиаструм (Chenopodiastrum), выделенному из рода Марь (Chenopodium) семейства Амарантовые (Amaranthaceae).

## Ботаническое описание

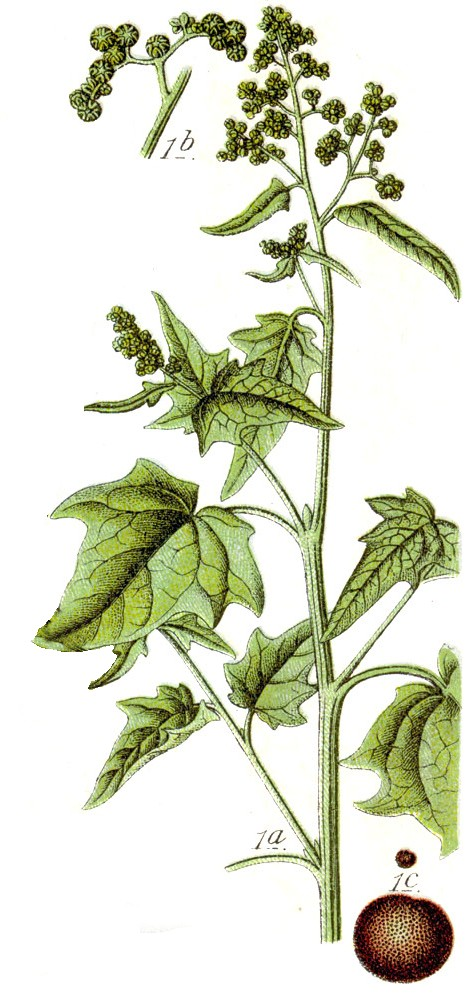

Растение высотой до 100 см. Стебель прямостоячий, простой или ветвистый, в сечении угловатый, с бороздками. Листья на длинных черешках, длиной от 5 до 20 см и 5—16 см шириной, яйцевидно-продолговатой формы у основания и узкие ланцетные у верхушки. Край листовой пластинки с редкими крупными зубцами. Цветки обоеполые собраны в рыхлые пирамидальные метельчатые соцветия. Цветение длится с июля по сентябрь.

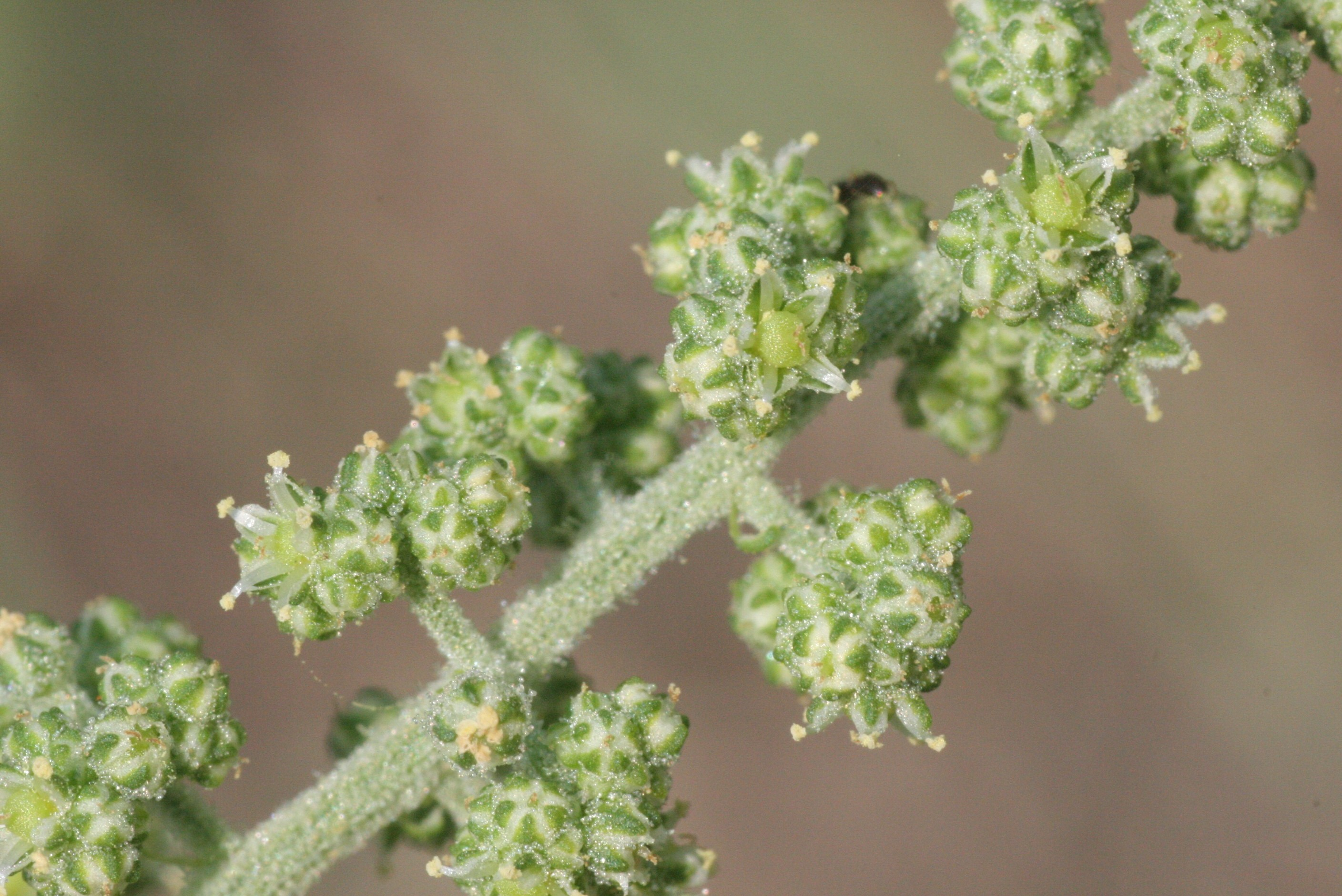
Цветки

Семена сжатые, диаметром от 1,5 до 2,0 мм, тускло-чёрного цвета с неглубокими ямочками. Созревают начиная с августа. С одного растения получается до 15 тысяч семян.

## Распространение
Широко распространённое в Северном полушарии, обычное для средней России рудеральное растение, особенно часто встречается в чернозёмных районах. Произрастает вблизи поселений вдоль дорог и канав, на пустырях, огородах и в посевах, заселяет окрестные леса и берега водоёмов.

## Химический состав
Растение обладает запахам дурмана, содержат алифатическую аминокислоту лейцин.
В семенах содержится 8—9 % жира, масло тёмно-зеленого цвета, жидкое и имеет иодное число 120,14.

## Значение и применение
Растения ядовито для овец и свиней. Имеются сообщения об отравлении марью крупного рогатого скота в Крымской области. Отравление произошло на участке пастбища, обильно поросшем только этой травой, которую скот вынуждено поедал ввиду отсутствия в травостое кормовых растения. У отравившихся животных наблюдались угнетенное состояние, тимпания, они отказывались от корма. Случаи отравления овец марью гибридной отмечен в отдельных хозяйствах Прикумского района Ставропольского края. Отравления животных усиливались в сухие годы, когда ценные виды трав были угнетены и слабо развиты.

В народной медицине считалось средством от рожи и как наружное болеутоляющее средство.